# Myotis annatessae
Myotis annatessae — вид рукокрилих ссавців з родини лиликових.

## Таксономічна примітка
Таксон нещодавно описаний; може бути включений до M. nipalensis на основі молекулярних даних, але це ще належить повністю перевірити.

## Морфологічна характеристика
Це малий кажан, довжина голови і тіла 38 мм, довжина передпліччя від 32.6 до 35.3 мм, довжина хвоста 37 мм, довжина лапи 6.2 мм, довжина вух 13.2 мм і вагою до 4.3 грама. Хутро коротке і не дуже густе. Спинні частини сірувато-коричневі, а черевні – світліші. Основа волосся всюди чорнувата. Морда покрита шерстю. Вуха довгі, вузькі. Крила кріпляться ззаду до основи пальців, які невеликі. Хвіст довгий і повністю входить у великий уропатій.

## Поширення
Країни проживання: Індія, Китай, В'єтнам, Лаос.

## Спосіб життя
Цей вид був спійманий над річкою Сонг Кон, В'єтнам. Кажанів спостерігали, коли вони шукали їжу на висоті 1–7 м над поверхнею води, над брижами, а також над заводями.